# John Profumo
John Dennis Profumo, född 30 januari 1915 i Kensington i London, död 9 mars 2006 i London, var en brittisk konservativ politiker.

## Biografi
Efter att ha studerat vid Harrow och Oxford påbörjade Profumo en karriär som parlamentsledamot för torypartiet 1940. Denna post lämnade han 1945 då han utnämndes till stabschef i Japan. 
Profumo återvände 1950 till det brittiska underhuset och innehade då flera olika regeringsuppdrag. År 1960 utsågs Profumo till krigsminister i Harold Macmillans konservativa regering. Profumo avgick den 5 juni 1963 efter att den 22 mars samma år ha ljugit inför underhuset om sin affär med den då tonåriga strippan Christine Keeler; han hävdade att det inte förekom några "oanständigheter" mellan honom och miss Keeler.
Det som gjorde denna skandal särskilt kontroversiell, var det faktum att Keeler samtidigt hade en intim relation med den sovjetiske marinattachén i London, Eugene Ivanov, vilket ledde till oro beträffande säkerhetsläckor. Skandalen är känd som Profumoaffären.
Efter skandalen ägnade sig Profumo åt välgörenhetsarbete och hela tiden stod hans hustru, skådespelerskan Valerie Hobson, troget vid hans sida.